# 2633 Bishop
2633 Bishop (1981 WR1) là một tiểu hành tinh vành đai chính được phát hiện ngày 24 tháng 11 năm 1981 bởi Bowell, E. ở Flagstaff (AM).